# Liga Națională de handbal feminin 2020-2021, promovare și retrogradare
Acest articol descrie fazele de promovare și retrogradare la finalul Ligii Naționale de handbal feminin 2020-2021.

## Format
În ediția 2020–2021, Liga Națională de handbal feminin s-a desfășurat în mod excepțional cu 16 echipe. Conform regulamentului de desfășurare a competiției, „echipele clasate pe locurile 16, 15, 14 și 13 vor retrograda direct în Divizia A”, însă ACS Crișul Chișineu-Criș a fost retrasă din campionat după 6 etape de către Consiliul de Administrație al clubului, deoarece „bugetul orașului nu suportă susținerea echipei de handbal în Liga Florilor”. Astfel, doar echipele clasate pe ultimele trei locuri la finalul competiției au retrogradat direct, în timp ce echipele clasate pe locurile 11 și 12 au disputat un turneu de baraj împreună cu formațiile care au terminat pe locurile 3 și 4 în Divizia A. Regulamentul de desfășurare mai preciza că, la capătul turneului de baraj, primele două echipe clasate vor rămâne sau, după caz, vor promova în Liga Națională.

## Echipele

### Echipe care au participat la baraj

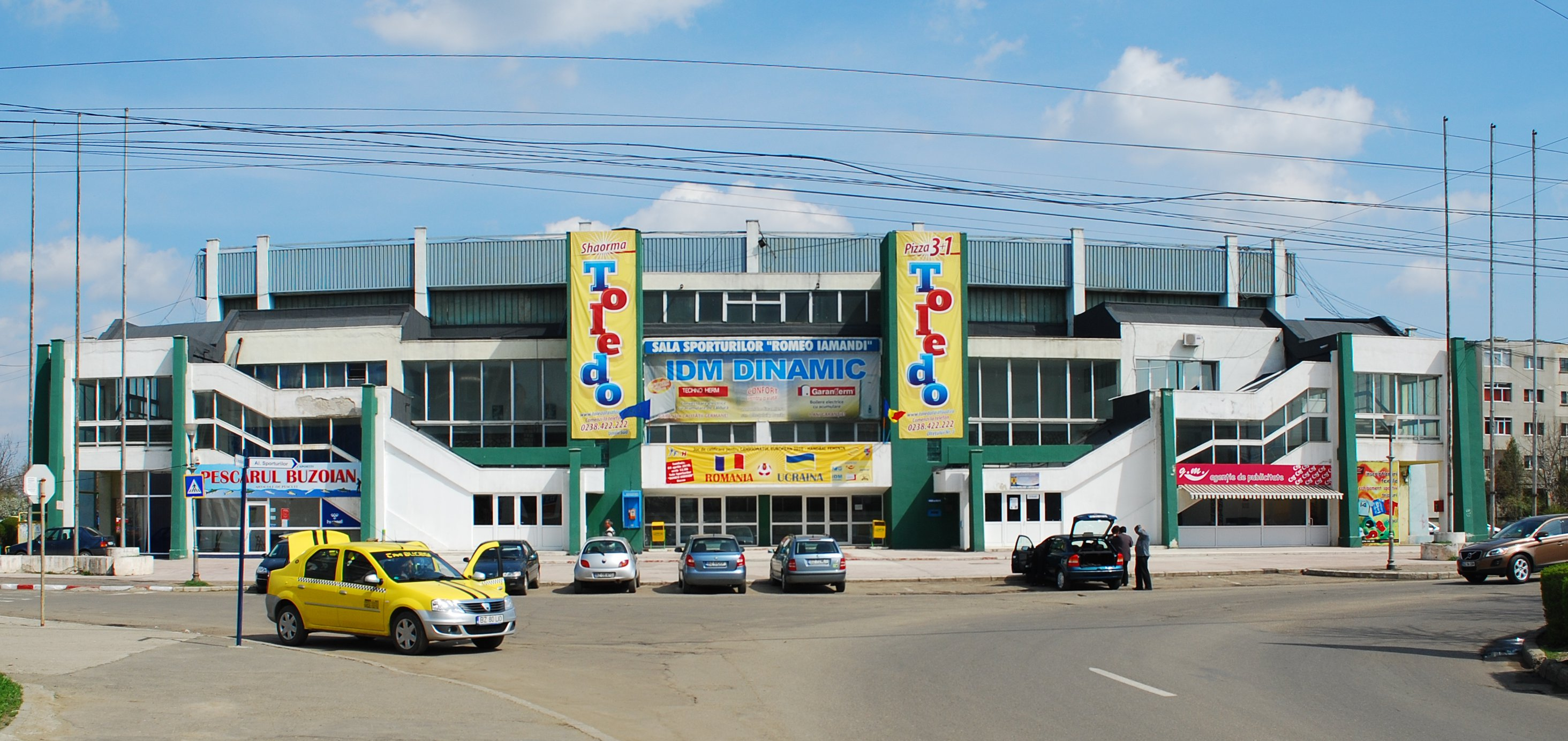
Sala Sporturilor „Romeo Iamandi” din Buzău.

| Echipa                | Competiția din care a provenit | Locul obținut în acea competiție | Data deciderii participării la baraj |
| --------------------- | ------------------------------ | -------------------------------- | ------------------------------------ |
| SCM Craiova           | Liga Națională                 | Locul 11                         | 2 iunie 2021                         |
| CS Dacia Mioveni 2012 | Liga Națională                 | Locul 12                         | 30 mai 2021                          |
| Corona Brașov         | Divizia A                      | Locul 3                          | 15 mai 2021                          |
| CSM Roman             | Divizia A                      | Locul 4                          | 15 mai 2021                          |

## Partidele
Turneul de baraj a fost inițial prevăzut a se desfășura în perioada 27–30 mai 2021, dar a trebuit amânat, după ce toate etapele Ligii Naționale au fost reprogramate din cauza pandemiei de COVID-19. FRH a stabilit ca turneul să se desfășoare în Sala Sporturilor „Romeo Iamandi” din Buzău, în perioada 7–9 iunie 2021.
Regulamentul de desfășurare a sezonului competițional 2020–2021 al Ligii Naționale a stabilit și ordinea de desfășurare a partidelor.
|  | Echipe rămase în Liga Națională |
|  | Echipe rămase în Divizia A      |

| Poz. | Echipa                | J | V | E | Î | GM | GP  | DG   | P |
| ---- | --------------------- | - | - | - | - | -- | --- | ---- | - |
| 1    | SCM Craiova           | 3 | 3 | 0 | 0 | 93 | 64  | + 29 | 9 |
| 2    | CS Dacia Mioveni 2012 | 3 | 2 | 0 | 1 | 85 | 65  | + 20 | 6 |
| 3    | Corona Brașov         | 3 | 1 | 0 | 2 | 81 | 79  | + 2  | 3 |
| 4    | CSM Roman             | 3 | 0 | 0 | 3 | 52 | 103 | – 51 | 0 |

| 7 iunie 2021 tv.frh.ro16:00 | CS Dacia Mioveni 2012 | 28 – 23 | Corona Brașov | Sala „Romeo Iamandi”, Buzău Arbitri: Drăghici, Drăguț |
| 7 iunie 2021 tv.frh.ro16:00 | Toma 9                | (10–8)  | Marin 9       | Sala „Romeo Iamandi”, Buzău Arbitri: Drăghici, Drăguț |
| 7 iunie 2021 tv.frh.ro16:00 | Cronica               |         |               | Sala „Romeo Iamandi”, Buzău Arbitri: Drăghici, Drăguț |

| 7 iunie 2021 tv.frh.ro18:30 | SCM Craiova | 37 – 15 | CSM Roman | Sala „Romeo Iamandi”, Buzău Arbitri: Băbău, Roibu |
| 7 iunie 2021 tv.frh.ro18:30 | Țicu 7      | (18–7)  | Adin 6    | Sala „Romeo Iamandi”, Buzău Arbitri: Băbău, Roibu |
| 7 iunie 2021 tv.frh.ro18:30 | Cronica     |         |           | Sala „Romeo Iamandi”, Buzău Arbitri: Băbău, Roibu |

| 8 iunie 2021 tv.frh.ro16:00 | CS Dacia Mioveni 2012 | 33 – 16 | CSM Roman | Sala „Romeo Iamandi”, Buzău Arbitri: Popa, Velișcă |
| 8 iunie 2021 tv.frh.ro16:00 | Cîrjan 6              | (16–5)  | Neamțu 6  | Sala „Romeo Iamandi”, Buzău Arbitri: Popa, Velișcă |
| 8 iunie 2021 tv.frh.ro16:00 | Cronica               |         |           | Sala „Romeo Iamandi”, Buzău Arbitri: Popa, Velișcă |

| 8 iunie 2021 tv.frh.ro18:30 | SCM Craiova | 30 – 25 | Corona Brașov | Sala „Romeo Iamandi”, Buzău Arbitri: Ifrim, Ilisei |
| 8 iunie 2021 tv.frh.ro18:30 | Țicu 9      | (16–5)  | Marin 5       | Sala „Romeo Iamandi”, Buzău Arbitri: Ifrim, Ilisei |
| 8 iunie 2021 tv.frh.ro18:30 | Cronica     |         |               | Sala „Romeo Iamandi”, Buzău Arbitri: Ifrim, Ilisei |

| 9 iunie 2021 tv.frh.ro10:00 | Corona Brașov | 33 – 21 | CSM Roman | Sala „Romeo Iamandi”, Buzău Arbitri: Ghesoiu, Tița |
| 9 iunie 2021 tv.frh.ro10:00 | (17–10)       |         |           | Sala „Romeo Iamandi”, Buzău Arbitri: Ghesoiu, Tița |
| 9 iunie 2021 tv.frh.ro10:00 | [ Cronica]    |         |           | Sala „Romeo Iamandi”, Buzău Arbitri: Ghesoiu, Tița |

| 9 iunie 2021 tv.frh.ro12:30 | SCM Craiova | 26 – 24 | CS Dacia Mioveni 2012 | Sala „Romeo Iamandi”, Buzău Arbitri: Pavel, Velișca |
| 9 iunie 2021 tv.frh.ro12:30 | (13–14)     |         |                       | Sala „Romeo Iamandi”, Buzău Arbitri: Pavel, Velișca |
| 9 iunie 2021 tv.frh.ro12:30 | [ Cronica]  |         |                       | Sala „Romeo Iamandi”, Buzău Arbitri: Pavel, Velișca |

În urma meciurilor disputate, SCM Craiova și CS Dacia Mioveni 2012, clasate pe primele două locuri la sfârșitul turneului de baraj, și-au păstrat locul în Liga Națională și în sezonul 2021-2022. 